# Страцин (община Кратово)
 Тази статия е за селото в Северна Македония.  За селото в България вижте Страцин.  
Стра̀цин (на македонска литературна норма: Страцин) е село в източната част на Северна Македония, община Кратово.

## География
Селото е разположено северозападно от град Кратово. Отстои на приблизително равно разстояние от Куманово и Кратово.

## История
В XIX век Страцин е от големите български села в Кратовска кааза на Османската империя. Църквата „Свети Димитър“ е от 1847 година. Според статистиката на Васил Кънчов („Македония. Етнография и статистика“) от 1900 г. Страцинъ има 950 жители, всички българи християни.
В началото на XX век население на селото са под върховенството на Българската екзархия. По данни на секретаря на екзархията Димитър Мишев („La Macédoine et sa Population Chrétienne“) през 1905 година в Страцинъ има 1000 българи екзархисти и 30 цигани и в селото работи българско училище.
През 1906-1908 година Страцин е подложено на натиск от страна на сръбската пропаганда да се откаже от Екзархията и българската просвета. На 28 ноември 1906 година сръбски четници отвличат и убиват местния първенец Доде Петков. На 19 август 1907 година сръбска чета напада селото, като отвлича 9 местни жители и трима жители на Кратово. По-късно отвлечените жители на Страцин са заклани на 21 септември. На 8 срещу 9 май 1908 година сръбска чета отново напада селото, убива 6 души, между които и една жена, изгаря 10 къщи, както и много стопански постройки.
| Убити местни жители при сръбското нападение на 8 май 1908 г. | Убити местни жители при сръбското нападение на 8 май 1908 г. | Убити местни жители при сръбското нападение на 8 май 1908 г.                                                              |
| Номер                                                        | Имена                                                        | Как е убит |
| ------------------------------------------------------------ | ------------------------------------------------------------ | --- |
| 1.                                                           | Цветан Иванов                                                | Изгорена му е къщата, покъщнината, хамбара, плевнята. Самият той заедно със сина си Петруш е измъчван, след което заклан. |
| 2.                                                           | Петруш Цветанов                                              | Измъчван и заклан пред очите на баща си.                                                                                  |
| 3.                                                           | Стоян Иванов                                                 | Изгорена му е и къщата, кошарата, хамбара, търлото.                                                                       |
| 4.                                                           | Младена Димитрова                                            | Ранена, след което хвърлена в пламъците и изгоряла жива.                                                                  |
| 5.                                                           | Михаил Петров                                                | Убит |
| 6.                                                           | Иован Стефанов                                               | Убит |

В края на май и през юни 1908 година скопският търговски агент Иван Икономов раздава 3000 лева на 23 от пострадалите българи в Страцин.
При избухването на Балканската война в 1912 година 18 души от Страцин са доброволци в Македоно-одринското опълчение.
По време на българското управление във Вардарска Македония в годините на Втората световна война, Панче Ив. Медаров от Велес е български кмет на Страцин от 3 ноември 1941 година до 13 май 1942 година. След това кметове са Драган К. Георгиев от Скопие (13 май 1942 - 22 юни 1943) и Анастас Йорд. Петков от Г. Оряховица (22 юни 1943 - 12 април 1944).
През октомври 1944 г. по време на Втората световна война край Страцин Българската армия води едни от най-кръвопролитните и ожесточени сражения в новата българска военна история срещу германски части.
Според преброяването от 2002 година селото има 185 жители, от които 183 се самоопределят македонци и двама сърби.

## Личности
Родени в Страцин
- Богдан Николов Байрактаров, македоно-одрински опълченец, 19-годишен, работник, неграмотен, 1 рота на 3 солунска дружина, убит при Малгара[13]
- Богатин Байрамски, македоно-одрински опълченец, 1 бригада на Македоно-одринското опълчение, убит на 1 ноември 1912 година[13]
- Ваня Лазарова (1930 – 2017), народна певица от Северна Македония
- Георги Веселинов Стоянов, български военен деец, младши подофицер, загинал през Първата световна война[14]
- Кръсто Василков, български революционер от ВМОРО, четник на Йордан Спасов[15]
- Максим Страцински, български революционер от ВМРО, станал по-късно ренегат заедно с Григор Циклев[16]

Починали в Страцин
- Атанасие Джорджевич (? – 1905), сръбски четник
- Богдан Димитров Манолов (1922 – 1944), български военен деец, подпоручик, загинал през Втората световна война[17]
- Димитър Александров Симеонов (1916 – 1944), български военен деец, капитан, загинал през Втората световна война[18]
- Димитър Василев Шиваров (? – 1944), български военен деец, капитан, загинал през Втората световна война[19]
- Живко Василев Николов (1921 – 1944), български партизанин, загинал през Втората световна война[20]
- Живота Миладинович (? – 1905), сръбски четник
- Иван Димитров Гълъбов (1926 – 1944), български партизанин, загинал през Втората световна война[21]
- Кирил Попгеоргиев Балабанчев (1909 – 1944), български военен деец, капитан, загинал през Втората световна война[22]
- Колю Маринов Колев (1922 – 1944), български военен деец, подпоручик, загинал през Втората световна война[23]
- Коста Илиев Тодоров Бокувански (1912 – 1944), български военен деец, майор, загинал през Втората световна война[24]
- Костадин Ангелич (? – 1905), сръбски четник
- Любен Миланов Моисов (1920 – 1944), български военен деец, поручик, загинал през Втората световна война[25]
- Милутин Стоянович (? – 1905), сръбски четник
- Михаил Иванов Ахмаков (1922 – 1944), български военен деец, поручик, загинал през Втората световна война[26]
- Михаил Маринов Милев (1923 – 1944), български военен деец, подпоручик, загинал през Втората световна война[27]
- Михайло Ивкович – Дечак (? – 1905), сръбски четник
- Наум Тодоров Николов (1923 – 1944), български партизанин, загинал през Втората световна война[28]
- Петър Давидов Белокапов (? - 1907), български деец, убит на 21 септември 1907 година в Страцин от сръбска чета заедно с още 14 души[29]
- Петър Марчич Момчилович (? – 1905), сръбски четник
- Симеон Донев Шуманов (1910 – 1944), български военен деец, подпоручик, загинал през Втората световна война[30]
- Станиш Станкович (? – 1905), сръбски четник
- Стефан Апостолов Георгиев (? – 1944), български военен деец, поручик, загинал през Втората световна война[31]
- Стефан Иванов Стефанов (1912 – 1944), български военен деец, поручик, загинал през Втората световна война[32]
- Стоил Арсенов Попов (1915 – 1944), български военен деец, капитан, загинал през Втората световна война[31]
- Стоян Кръстич (? – 1905), сръбски четник
- Тодор Стойкович Саринче (? – 1905), сръбски четник.[33]

## Други
На Страцин е наречена улица в квартал „Хладилника“ в София (Карта).